# Hydrogen energy vision and technology roadmap

La Hydrogen energy vision and technology roadmap est la feuille de route de la Chine initiée par le ministère de la Science et de la Technologie, elle fait des technologies de l'hydrogène et des piles à combustible une des priorités thématiques importantes du plan de développement de science et de technologie. 

## Sources et références
1. ↑  2005 - Hydrogen Energy Vision and Technology Roadmap Report for China